# Ricchi e Poveri

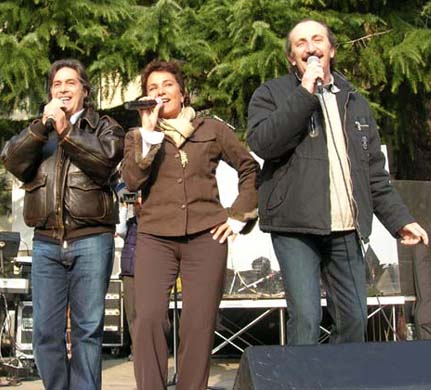
Ricchi e Poveri (2005)

Ricchi e Poveri [ˈrikki e ˈpɔːveri] (Ricos e Pobres) é um trio italiano de música romântica-pop, formado em Génova, em 1967, que ainda se encontra activo. Originalmente era um quarteto que se desfez com a saída de Marina Occhiena, em 1981.
Durante as décadas de 1970-80, os seus temas tiveram grande sucesso na Europa.
O salto para a fama internacional deu-se quando participaram no Festival Eurovisão da Canção, de 1978, representando a Itália, com o tema Questo Amore, que ficou no 12º. lugar.
Depois disso continuaram a sua actividade: participaram noutros festivais musicais, como o de San Remo, onde obtiveram boas classificações, em recitais e lançaram várias compilações musicais, algumas em conjunto com outros artistas.

## Integrantes
- Franco Gatti;(de 1967 a 2016, 2020 - 2022)
- Angela Brambati;
- Angelo Sotgiu;
- Marina Occhiena (de 1967 a 1981, 2020 - )

Morte de Franco Gatti
Franco Gatti faleceu aos 80 anos de idade em Gênova, no dia 18 de outubro de 2022.

## Participação Especial
- Angelika Shatulina (2013 - Авторадио)

## Discografia
- 1970 - Ricchi e Poveri - Apollo Records (álbum)
- 1970 - L'altra faccia dei Ricchi e Poveri - CGD 1971 - Che sarà - Apollo Records (álbum)
- 1971 - Con l'aiuto del signore - Apollo Records - (1973 - Concerto ao vivo - RCA)
- 1974 - Ricchi e Poveri con Penso, sorrido e canto - Fonit Cetra (álbum)
- 1976 - Un diadema di successi - RCA
- 1976 - Ricchi & Poveri - Fonit Cetra (álbum)
- 1976 - I musicanti - Fonit Cetra (álbum)
- 1978 - Ricchi & Poveri - Fonit Cetra (álbum)
- 1978 - Questo amore - Fonit Cetra (álbum)
- 1980 - Una música - Hispavox (em castelhano)
- 1980 - Come eravamo - Baby Records (último álbum como quarteto)
- 1980 - La estación del amor - Baby Records (álbum em espanhol)
- 1981 - I think of you - Baby Records (álbum em inglês)
- 1982 - E penso a te - Baby Records (álbum)
- 1982 - Mamma Maria - Baby Records (álbum)
- 1982 - Mamma Maria - Baby Records (álbum em espanhol)
- 1983 - Voulez vous danser - Baby Records (álbum)
- 1983 - Voulez vous danser - Baby Records (álbum em espanhol)
- 1983 - Sarà perché ti amo - Baby Records (álbum recopilatório)
- 1983 - Ieri & oggi - Baby Records (grabado em cuarteto)
- 1983 - Me enamoro de ti - CBS / Baby Records (álbum em espanhol)
- 1986 - Dimmi quando - Baby Records (álbum)
- 1987 - Pubblicità - Baby Records (álbum)
- 1987 - Canzoni d'amore - Baby Records (álbum recopilatório)
- 1988 - Nascerà Gesù - Cine Vox
- 1988 - Ricchi & Poveri - Fonit Cetra (álbum recopilatório)
- 1990 - Buona giornata e... - EMI Italiana
- 1990 - Una domenica con te - EMI Italiana
- 1992 - Allegro Italiano - EMI Italiana
- 1994 - I grandi successi - EMI Italiana
- 1994 - I più grandi successi - Pull
- 1994 - Los grandes exitos - Pull (álbum em espanhol)
- 1999 - Parla col cuore - Koch Records (álbum recopilatório)
- 1999 - Friends - Brillan (raccolta Stati Uniti)
- 2001 - I grandi successi originali - BMG / Flashback
- 2003 - Ricchi & Poveri - Warner Bros
- 2004 - Music Farm Compilation - NAR International (álbum recopilatório)

### Participações no Festival di San Remo
- 1970 - La prima cosa bella (2°)
- 1971 - Che sarà (2°)
- 1972 - Un diadema di ciliegie (11°)
- 1973 - Dolce frutto (4°)
- 1976 - Due storie di musicanti (13°)
- 1981 - Sarà perché ti amo (5°)
- 1985 - Se m'innamoro (1°)
- 1987 - Canzone d'amore (7°)
- 1988 - Nascerà Gesù (9°)
- 1989 - Chi voglio sei tu (8°)
- 1990 - Buona giornata (8°)
- 1992 - Così lontani (desclassificado)